# Sofiakyrkan
För andra betydelser, se Sofia kyrka (olika betydelser).
Sofiakyrkan är en kyrkobyggnad i Jönköping i Växjö stift. Den är församlingskyrka i  Jönköpings församling. Sitt namn har kyrkan fått efter drottning Sofia, Oscar II:s gemål.

## Kyrkobyggnaden
Kyrkan är uppförd av byggmästaren Anders Pettersson från Värsås i nygotisk stil. 1884 började man bygga. Den invigdes den 8 april 1888, under första söndagen efter påsk. Arkitekt var professor Gustaf Dahl. Kyrkan är en basilika med öppet trätak, treskeppigt långhus med fem travéer samt enskeppiga korsarmar och enskeppigt kor med tresidig avslutning. Valvbågarna, som binder samman kolonnerna, är spetsiga och ger kyrkorummet ett luftigt, rymligt utseende. Inrymt i kyrkan finns Sankt Peders kapell (uppkallat efter platsens första helgedom som var helgad åt Petrus). Sofiakyrkan renoverades och öppnades igen för allmänheten under 2005.

## Inventarier
Altaret, helt i trä, har ett krucifix tillverkat av bildhuggaren Carl Johan Dyfverman. Nära altaret står predikstolen. Triumfkrucifixet i södra koret har utförts av Eva Spångberg i Hjälmseryd. I koret finns också en oljemålning från 1600-talet, "Måltiden i Emmaus", inköpt i Rom.

## Kyrkklockor varnar för fara
Sofiakyrkan lät sina tre klockor ringa den 1 maj 2014 då det nynazistiska partiet Svenskarnas parti marscherade genom Jönköping. Kyrkan gjorde detta för att markera mot rasism samt som prästen Fredrik Hollertz sade: "Vi ville varna för det som hotar vårt öppna samhälle och döva deras slagord". Han syftade på att kyrkklockor förr använts för att varna för fara. Senast detta skedde var 1939, då andra världskriget bröt ut.

## Orgel
- 1887 tillverkade Åkerman & Lund Orgelbyggeri en orgel med 22 stämmor. Den förändrades 1936 och 1955.
- Den nuvarande orgeln är byggd 1967 av Åkerman & Lund. Den har fria kombinationer, trakturen är mekanisk och registraturen är elektrisk. Instrumentet har på senare tid kompletterats med elektriska koppel.

| Huvudverk I       | Svällverk II      | Bröstverk III  | Pedalverk     | Koppel |
| Gedacktpommer 16’ | Gemshorn 8'       | Gedackt 8'     | Principal 16' | I/P    |
| Principal 8'      | Rörflöjt 8'       | Kvintadena 8’  | Subbas 16’    | II/P   |
| Spetsflöjt 8’     | Voix Celeste 8’   | Koppelflöjt 4’ | Oktava 8’     | III/P  |
| Oktava 4’         | Principal 4’      | Fugara 4’      | Gedackt 8’    | II/I   |
| Gedacktflöjt 4’   | Traversflöjt 4’   | Kvinta 2 2/3’  | Oktava 4’     | III/I  |
| Kvinta 2 2/3’     | Waldflöjt 2’      | Principal 2’   | Nachthorn 2’  |        |
| Oktava 2’         | Nasat 1 1/3'      | Ters 1 3/5’    | Mixtur 4 ch   |        |
| Cornett 3 ch      | Sifflöjt 1'       | Cymbel 2 ch    | Basun 16'     |        |
| Mixtur 4-5 ch     | Mixtur 3 ch       | Rankett 16'    | Trumpet 4’    |        |
| Trumpet 8’        | Terscymbel 3 ch   | Vox humana 8’  |               |        |
|                   | Oboe 8'           | Tremulant      |               |        |
|                   | Tremulant         |                |               |        |
|                   | Crescendosvällare |                |               |        |

### Kororgel
- 1961 byggde Frede Aagaard, Månsarp en kororgel.
- Den nuvarande kororgeln är byggd 1985 av J. Künkels Orgelverkstad och är ett mekaniskt instrument.

| Manual            |
| Rörflöjt 8'       |
| Täckflöjt 4'      |
| Flautino 2'       |
| Nasat 1 1/3'      |
| Crescendosvällare |

## Bildgalleri

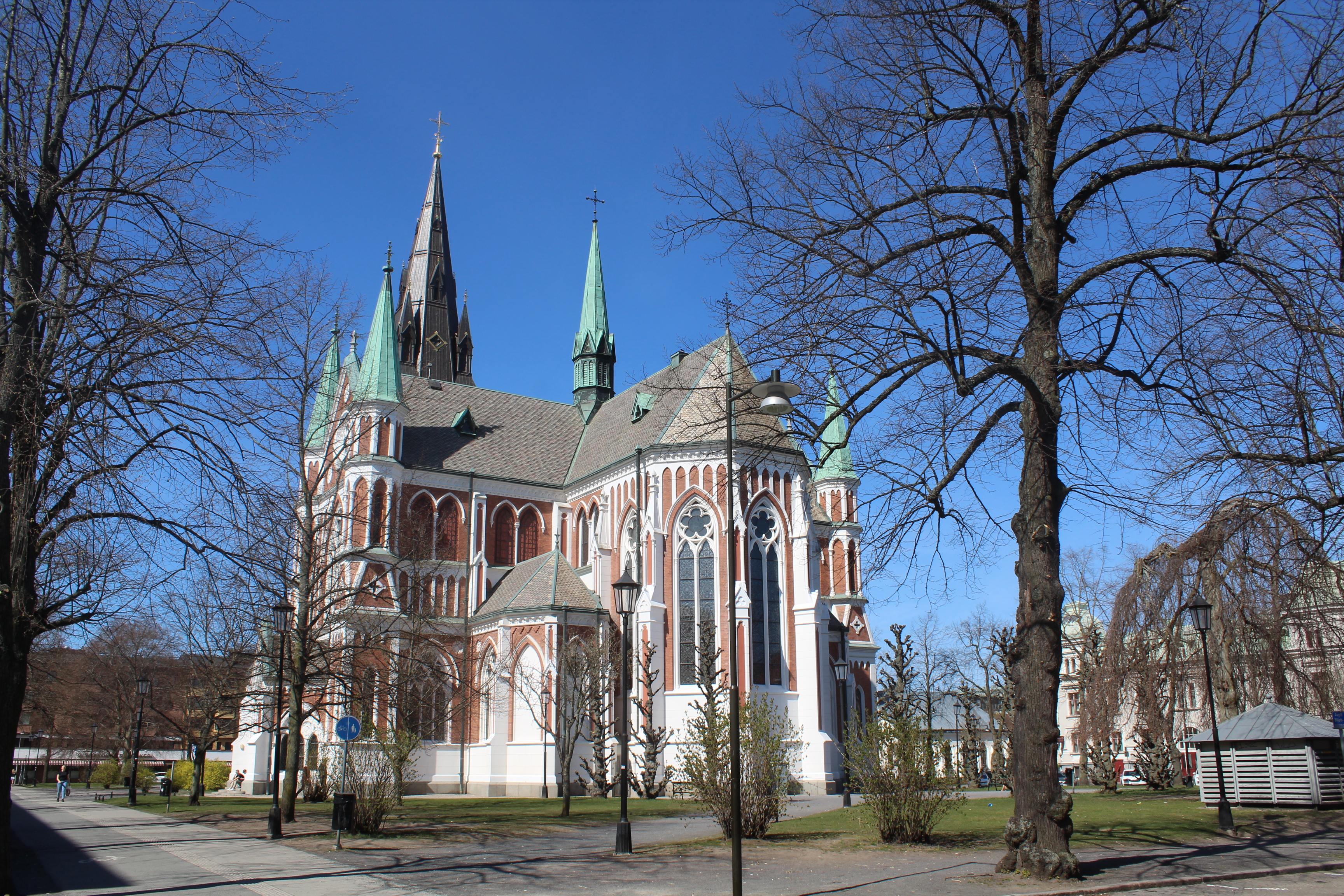
Sofiakyrkans baksida, 2019
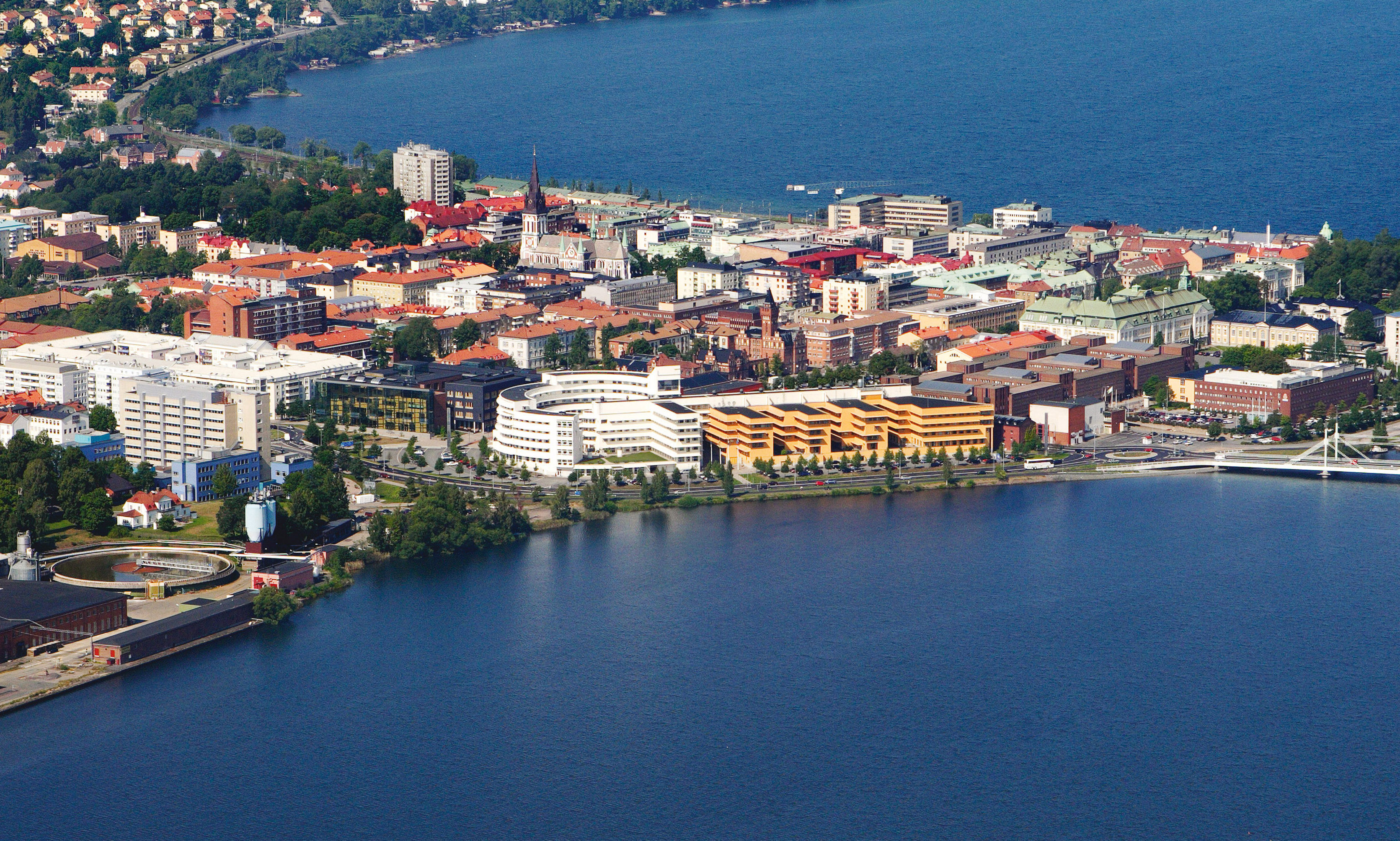
Sofiakyrkan från ovan, 2006
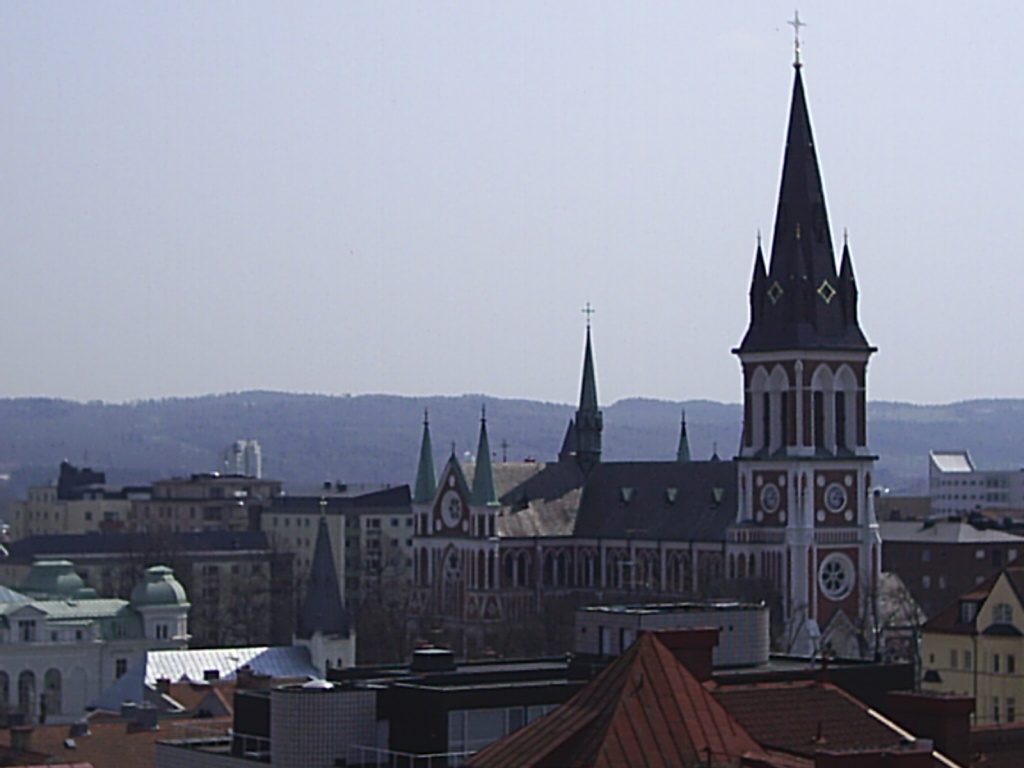
Kyrkan i stadsbilden, maj 2006
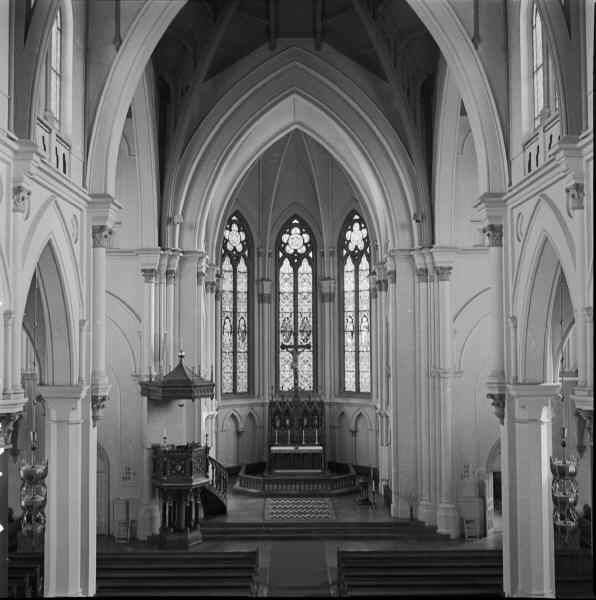
Interiör 1968
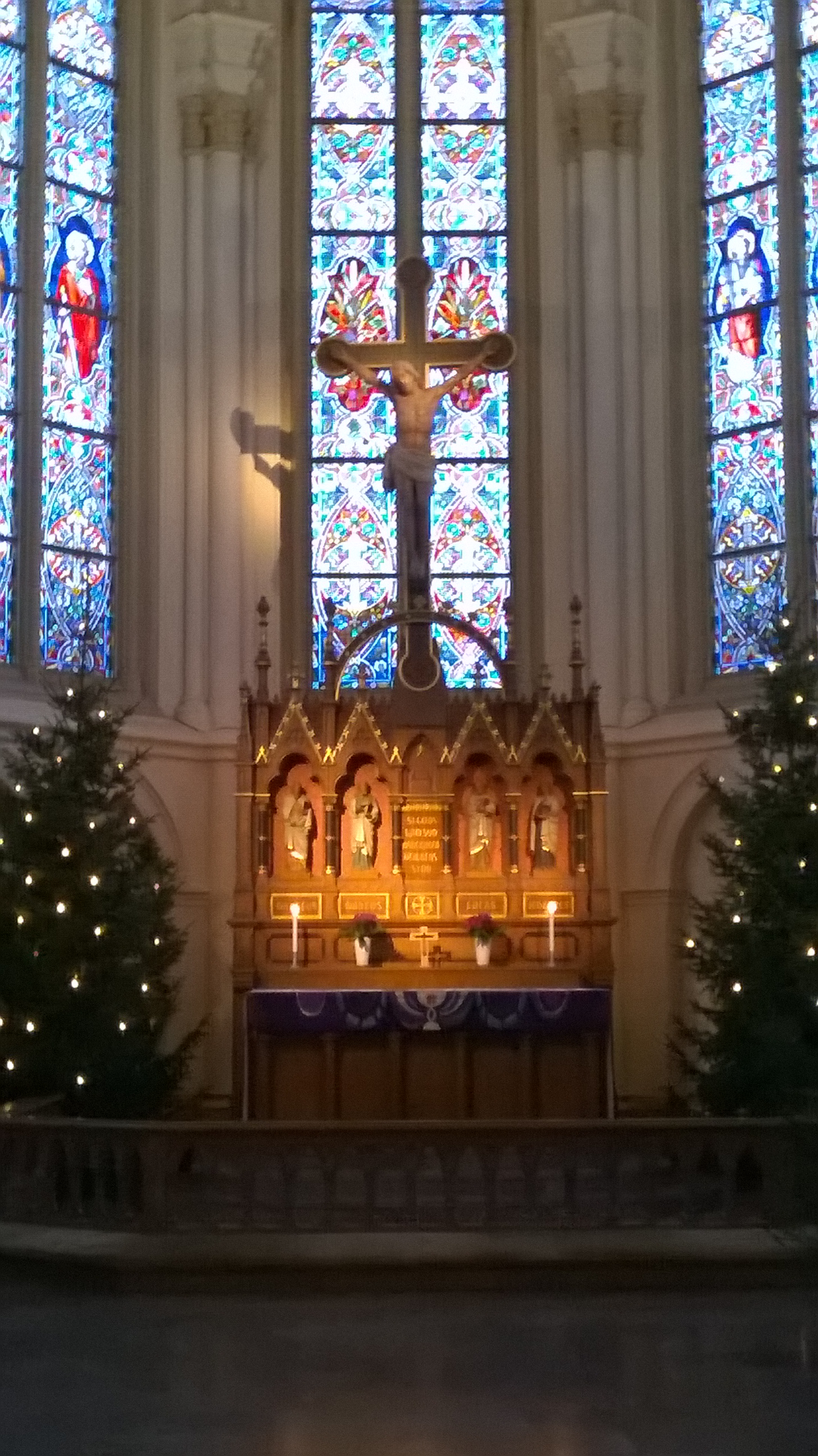
Koret i december 2004
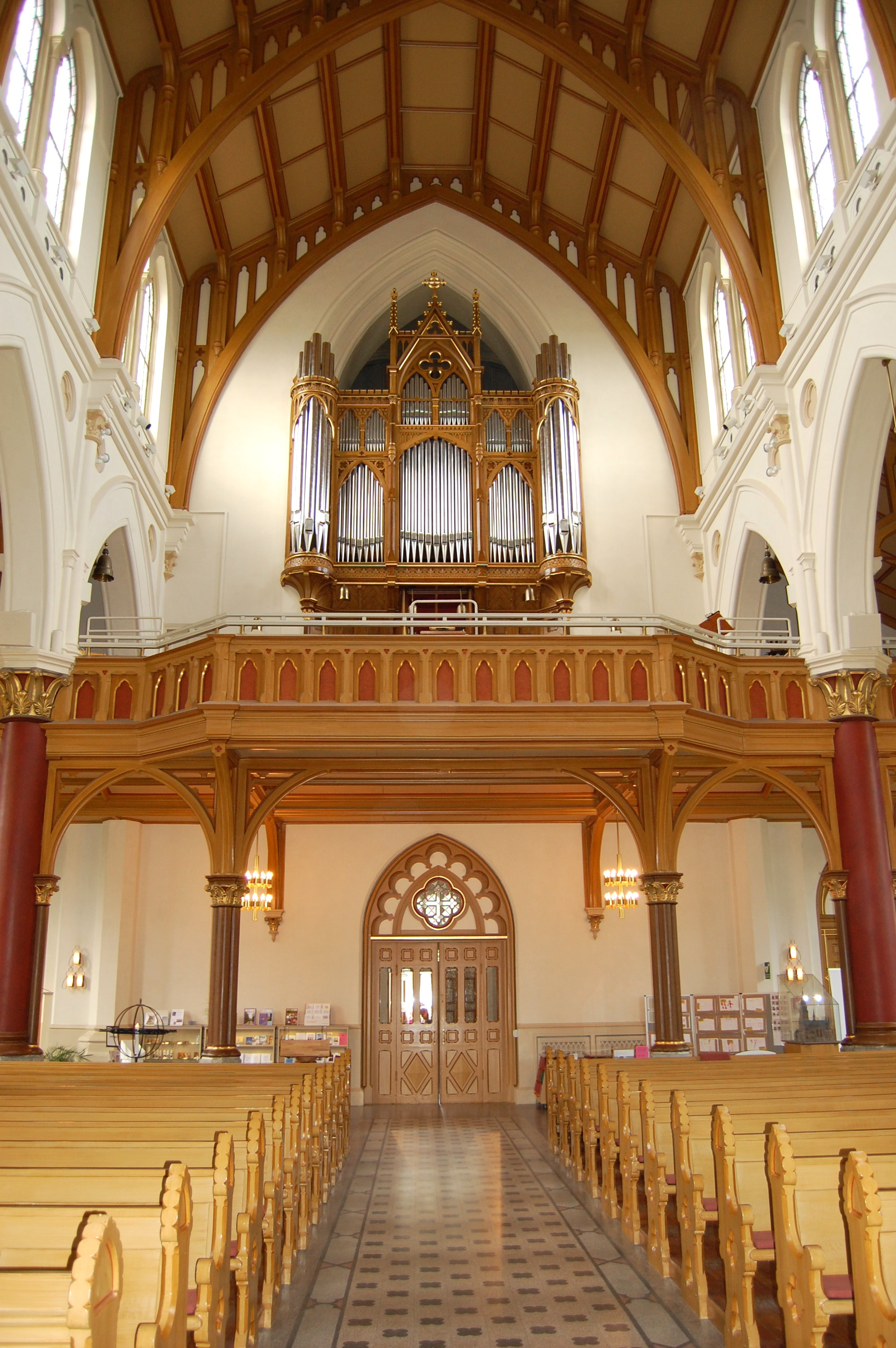
Kyrkorummet med orgelläktaren i juli 2005